# 米尔斯常数
米尔斯常数是使对于所有正整数n，二重指数函数
{\displaystyle A^{3^{n}}\;}
的整数部分都是素数的最小正实数A。这个常数以W·H·米尔斯命名，他在1947年证明了这个常数的存在。
米尔斯常数的值是未知的，但如果黎曼猜想成立，它的值大约为：
{\displaystyle A\approx 1.30637788386308069046...}（A051021 （页面存档备份，存于））。

## 米尔斯素数
由米尔斯常数所产生的素数称为米尔斯素数；如果黎曼猜想成立，这个数列的最初几项为：
2, 11, 1361, 2521008887…… （OEIS數列A051254）。
如果用a(i)来表示数列中的第i个素数，则a(i)可以计算为大于a(i −1)3的最小的素数。为了保证当n = 1，2，3，……时，A3n的整数部分是这个素数数列，必须有a(i) < (a(i −1) + 1)3。Hoheisel和Ingham的结果保证了在任何两个足够大的立方数之间一定有一个素数，这足以证明这个不等式，如果我们从一个足够大的素数a(1)开始。从黎曼猜想，可以推出任何两个连续的立方数之间一定有一个素数，这样就可以去掉足够大的条件，并允许米尔斯素数的数列从a(1) = 2开始。
目前已知最大的米尔斯素数（假设黎曼猜想成立）是：
{\displaystyle \displaystyle (((((((((2^{3}+3)^{3}+30)^{3}+6)^{3}+80)^{3}+12)^{3}+450)^{3}+894)^{3}+3636)^{3}+70756)^{3}+97220,}
它有20,562位。

## 计算
通过计算米尔斯素数，我们可以近似计算米尔斯常数为：
{\displaystyle A\approx a(n)^{1/3^{n}}.}
Caldwell & Cheng (2005)用这个方法计算出米尔斯常数的差不多七千位数。目前还没有闭合公式可以计算米尔斯常数，甚至不知道它是不是有理数(Finch 2003)。